# Министерство внутренних дел Республики Таджикистан
Министерство внутренних дел Республики Таджикистан (тадж. Вазорати корҳои дохилии Ҷумҳурии Тоҷикистон) — является центральным органом исполнительной власти в составе Правительства Республики Таджикистан, обеспечивающим реализацию государственной политики в сфере внутренних дел и защиту интересов государства, прав, свобод и безопасности физических и юридических лиц, а также их имущества. МВД Таджикистана является важнейшим структурным звеном системы правоохранительных органов Республики Таджикистан. МВД РТ организует и осуществляет в соответствии оперативно-розыскную деятельность, производство дознания и предварительного следствия по уголовным делам, экспертно-криминалистическую деятельность, а также розыск лиц и похищенного имущества.

## История
Организация органов внутренних дел на территории Таджикистана проводилась в различные периоды и зависела от местных условий. В первом периоде (1917-20 гг.) ополчение в северных районах Таджикистана организовало милицейские органы, а также были включены несколько районов из состава других регионов. Во втором периоде (1920-24 гг.) были созданы органы милиции на территории бывшей Восточной Бухары и активно действовали в регионах Душанбе, Куляб, Гарм и Курган-Тюбе. В третьем периоде (1924–29 гг.) продолжалось формирование структуры Народного комиссариата внутренних дел на территории Таджикистана. В задачи новой советской милиции входило все, начиная от борьбы с преступностью и охраны общественного порядка до участия в народном хозяйстве и решении общественно-политических вопросов.

## Правовые основы деятельности министерства
Само министерство действует на основании Положения о МВД РТ, утвержденного постановлением Правительства РТ от 28 декабря 2006 года № 592.
В состав МВД РТ входит милиция, функционирующая в соответствии с Законом Республики Таджикистан от 17 мая 2004 года № 41-ЗРТ «О милиции». В соответствии со ст. 1 указанного Закона, милиция является государственным правоохранительным органом, органом дознания и предварительного следствия и призвана защищать права и свободы человека и гражданина, общественный порядок, интересы общества и государства от преступных и иных посягательств.

## Структура министерства
Академия внутренних дел, Главное управление, Главный центр, управления, службы, центры и отделы Министерства внутренних дел Республики Таджикистан, управления Министерства внутренних дел в Горно-Бадахшанской автономной области, областях, городе Душанбе и Раштской группе районов, органы Министерства внутренних дел в городах и районах, органы Министерства внутренних дел на железнодорожном и воздушном транспорте, управление внутренними войсками и воинские части внутренних войск, представительства (представителей) Министерства внутренних дел Республики Таджикистан за рубежом.

## Министры
- Мамадаёз Навжуванов (январь 1992 — октябрь 1992)
- Гулдасташо Имроншоев и.о. министра МВД в правительстве национального согласия Таджикистана (с мая по ноябрь 1992)
- Якуб Салимов (1993—1995)
- Сайдамир Зухуров (1995—1996)
- Хомиддин Шарифов (1996—2006)
- Махмадназар Салихов (2006—2009)
- Абдурахим Каххаров (2009—2012)
- Рамазон Рахимзода (2012—н.в.)